# Nexter

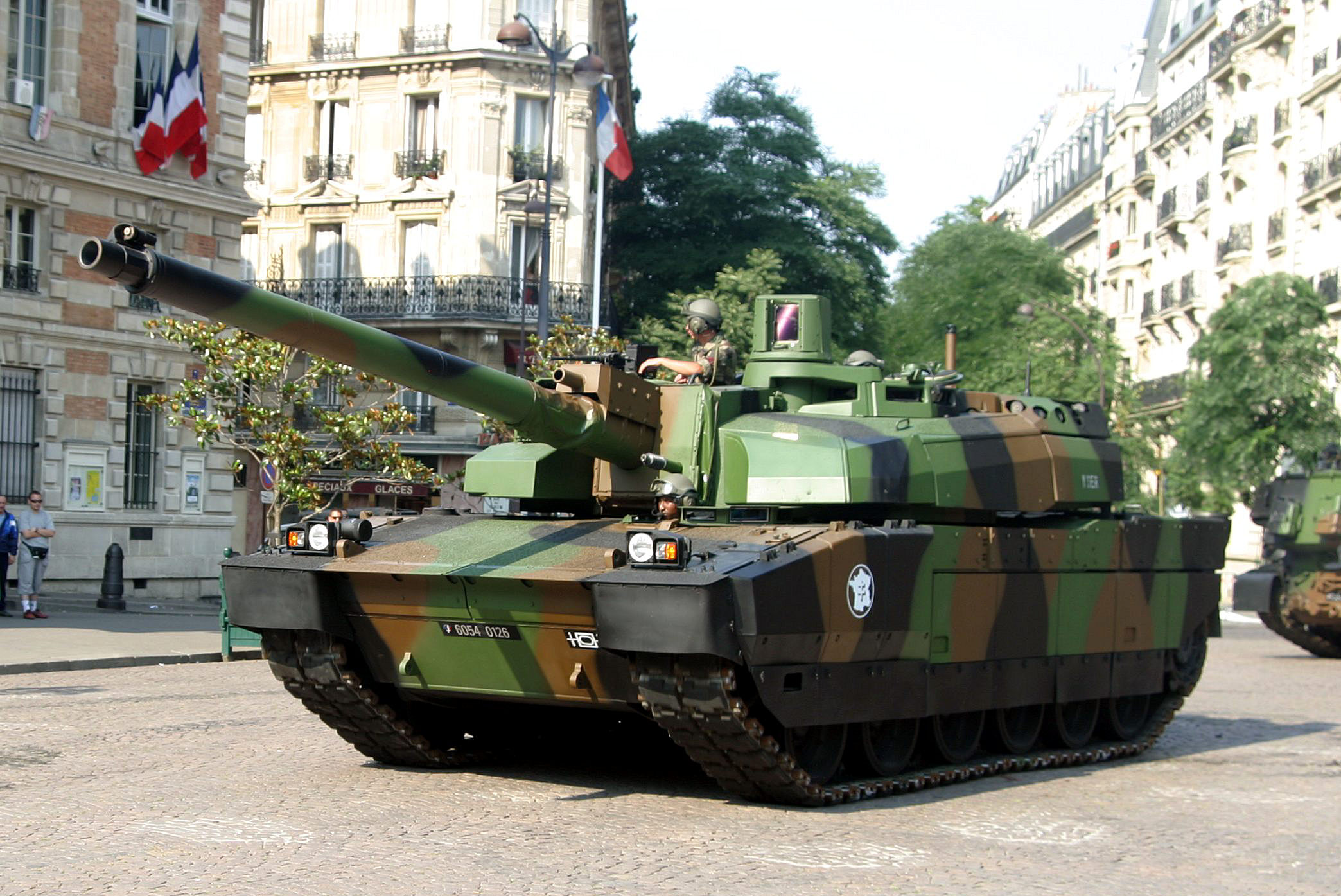
Stridsvagnen Leclerc.

Nexter, tidigare känt som GIAT Industries, eller som det heter på franska: Groupement des Industries de l'Armée de Terre, är ett franskt företag som ägs av den franska staten. Företaget producerar olika slags vapen och stridsvagnar, som används både i Frankrike och i andra länder.
Några exempel på produkter tillverkade av Nexter:
- FAMAS
- FRF2
- Leclerc
- VAB
- 20mm modèle F2 gun
- APILAS
- LG1 Mark II 105mm towed howitzer